# Crytea gabelincola
Crytea gabelincola är en stekelart som beskrevs av Heinrich 1968. Crytea gabelincola ingår i släktet Crytea och familjen brokparasitsteklar. Inga underarter finns listade i Catalogue of Life.